# روكو أكيتش
روكو أكيتش (بالكرواتية: Roko Leni Ukić)‏ مواليد 5 ديسمبر 1984 في كرواتيا، جمهورية كرواتيا الاشتراكية، جمهورية يوغوسلافيا الاشتراكية الاتحادية، هو لاعب كرة سلة كرواتي بدأ مسيرته الاحترافية في سنة 2000 حيث تم اختياره من قبل فريق تورونتو رابتورز خلال الدرافت يلعب مع فريق بالاكانسترو كانتو في ليغا باسكيت الدرجة الأولى كلاعب هجوم خلفي ويحمل الرقم 1. يبلغ طوله 6 قدم 5 بوصة (2.0 م). مثّل منتخب بلاده. شارك في مسابقة كرة السلة في الألعاب الأولمبية الصيفية.

## فرق لعب لها
- ساسكي باسكونيا
- نادي برشلونة لكرة السلة
- فيرتوس روما
- تورونتو رابتورز
- ميلووكي باكز
- فنربخشة لكرة السلة
- بالاكانسترو فاريزي

## إحصائيات المسيرة

### الرابطة الوطنية لكرة السلة

#### الموسم الاعتيادي
| السنة   | الفريق          | لعب | بدأ | دقيقة | ميداني% | ثلاثية | حرة  | ارتداد | صنع | استلاب | تصدي | نقطة |
| ------- | --------------- | --- | --- | ----- | ------- | ------ | ---- | ------ | --- | ------ | ---- | ---- |
| 2008–09 | تورونتو رابتورز | 72  | 0   | 12.4  | .380    | .177   | .733 | 1.0    | 2.1 | .4     | .0   | 4.2  |
| 2009–10 | ميلووكي باكز    | 13  | 0   | 7.5   | .467    | .250   | .818 | .2     | .9  | .1     | .0   | 3.1  |
| المسيرة |                 | 85  | 0   | 11.6  | .387    | .189   | .746 | .9     | 1.9 | .4     | .0   | 4.0  |

## روابط خارجية
- روكو أكيتش على موقع الاتحاد الدولي لكرة السلة (الإنجليزية)
- روكو أكيتش على موقع الدوري الأوروبي لكرة السلة (الإنجليزية)
- روكو أكيتش على موقع إن بي أي (الإنجليزية)
- روكو أكيتش على موقع سبورتس رفرنس (الإنجليزية)
- روكو أكيتش على موقع الدوري الإسباني لكرة السلة (الإسبانية)
- روكو أكيتش على موقع كرة السلة الأوروبية.كوم (الإنجليزية)
- روكو أكيتش على موقع ريلجم (الإنجليزية)
- روكو أكيتش على موقع بروبوليرز (الإنجليزية)
- روكو أكيتش على موقع سبورتس رفرنس (الإنجليزية)
- روكو أكيتش على موقع اللجنة الأولمبية الدولية (الإنجليزية)